# Not Shy
Not Shy es el tercer EP del grupo femenino surcoreano Itzy, que fue lanzado el 17 de agosto de 2020 por JYP Entertainment. La canción «Not Shy» fue lanzada como el sencillo principal del EP. La versión física del álbum estuvo disponible en tres versiones.

## Antecedentes
El 22 de junio de 2020, el sitio web SPOTV News informó que Itzy se estaba preparando para un regreso a fines de julio. Poco después, JYP Entertainment confirmó la noticia, declarando: "Es cierto, Itzy está en medio de los preparativos para el regreso. Anunciaremos el calendario oficial en una fecha posterior". El 30 de julio de 2020, JYP Entertainment anunció a través de sus redes sociales que Itzy lanzaría su nuevo miniálbum y una nueva canción de verano el 17 de agosto, su primera pista en cinco meses. El último lanzamiento del grupo fue su segundo EP titulado It'z Me, que fue lanzado en marzo de este mismo año. En el mismo día del anuncio del regreso, el grupo publicó un póster y un avance en sus redes sociales. En una entrevista, Itzy dijo: "Si nos expresamos con trabajos anteriores en los álbumes de "IT'z", algo ha cambiado esta vez. Van a conocer a un Itzy que es más poderoso que el enamoramiento adolescente". Las integrantes también declararon que "Not Shy" será una canción que hará que Itzy sea más fuerte y seguro".
El 31 de julio, el grupo lanzó una vista previa del contenido de las tres versiones del álbum físico y la fecha de preventa. El 2 de agosto, se lanzó la primera imagen de vista previa del grupo. El 4 de agosto, se publicaron vistas previas individuales de las miembros. El 5 de agosto, se lanzó otra vista previa del contenido del álbum físico. El 6 de agosto, se lanzaron más imágenes de vista previa individuales de las miembros junto con una vista previa del grupo. El 9 de agosto, se reveló la lista de canciones del EP. El 15 de agosto, se revelaron extractos de lo que serían las seis canciones del miniálbum.
El 17 de agosto, tras una premier emitida en vivo a través de YouTube y V Live simultáneamente, fue liberado el disco junto con su sencillo principal, «Not Shy».

## Música y composición

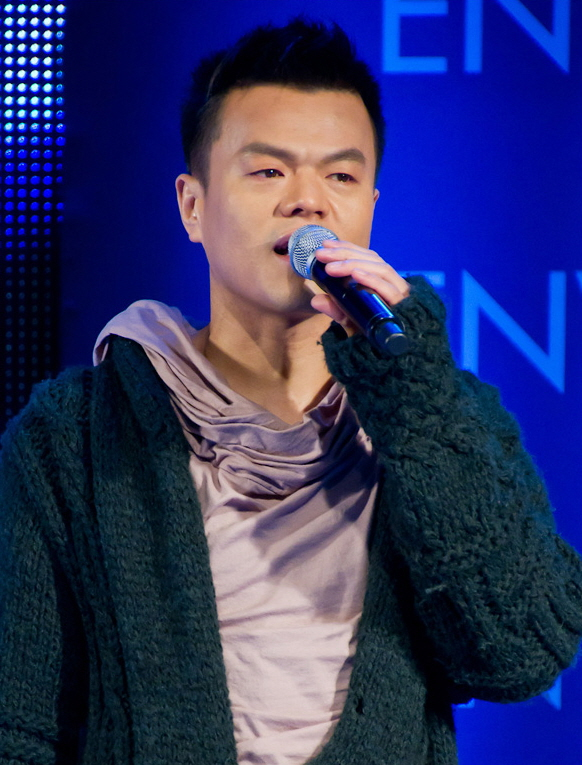
Jyp compuso la canción para Itzy

El álbum se centra en los años de adolescencia del quinteto de k-pop, mientras grita a sus leales fans que los han apoyado. Musicalmente, Not Shy es un disco de k-pop que contiene influencias del pop rock y el hip hop El EP también marca un crecimiento en la producción musical y la colaboración, ya que recurren a conocidos creadores de éxitos del k-pop, como la compositora de SM Entertainment Kenzie y los productores LDN Noise.
La canción principal homónima del disco combina una producción de pop y hip-hop muy jactancioso. La segunda pista, «Don't Give A What», es una divertida canción pop rock que tiene un gancho pegadizo. La canción marca una progresión natural en esta temática feminista. «Surf» es una canción con una línea de bajo funky. «iD» marca una progresión de acordes interesantes para Itzy. «Be in Love» es la primera canción más lenta de Itzy, centrada en la voz con una suave melodía de guitarra.

## Promoción
El día del lanzamiento del álbum, la transmisión de la premier en vivo horas antes del lanzamiento oficial, Itzy presentó por primera vez la canción de manera íntegra y la coreografía que la acompaña. El 20 de agosto hicieron su primera presentación en programas de televisión, en M! Countdown de Mnet.

## Vídeo musical
El 11 de agosto de 2020, JYP Entertainment publicó en YouTube el teaser trailer oficial del vídeo del sencillo promocional, también titulado «Not Shy». El 17 de agosto, junto con el lanzamiento del álbum, fue estrenado oficialmente el vídeoclip en YouTube y V Live.

## Recepción de la crítica
Heran Mamo de Billboard fue positivo en su revisión diciendo: "Con seis canciones, Itzy inicia el lanzamiento de Not Shy mostrando también lo visual de la pista titular, lo que demuestra que las chicas no son para nada tímidas". También escribió que la canción "combina la producción de pop y hip-hop jactancioso". Lai Frances de Popcrush consideró que el álbum marca un crecimiento en la producción musical y la colaboración. También apreció que sus temas de independencia y amor propio se hayan transformado en un resplandor de la mayoría de edad".
Seonhee Lim de IZM opinó "que la canción principal esta fuertemente armada con un sonido que llena el vacío, como si contuviera el espíritu de un joven compositor. El ritmo funky del saxofón domina toda la canción, y la composición cambia bruscamente el centro de gravedad, agregando un efecto tridimensional a la música. En general, es una melodía que fluye con poder. En particular, la parte que va al coro libre es suave y juega un papel suficiente para aumentar la expectativa. Las voces de los miembros , que son más naturales que antes, también juegan un papel". Sin embargo, criticó ciertos factores que dificultan esta catarsis.

## Rendimiento comercial
Not Shy debutó en el número uno en la lista semanal de Gaon Album Chart con 206,280 unidades equivalentes a álbumes, marcando sus mayores ventas mensuales y cifras de streaming. Es el tercer álbum N.º1 de Itzy en el país; también se convirtieron en la primera artista femenina en 2020 en tener dos EP en el número uno. En su segunda semana en la lista de álbumes de Gaon, Not Shy cayó de la lista. En su tercera semana, subió a la posición N.º 9. La canción principal también alcanzó el puesto N.º 9, convirtiéndose en el cuarto single entre los diez primeros del grupo.
En Polonia, el EP debutó y alcanzó el puesto 23, marcando su aparición más alta en una lista europea. En los EE. UU., Not Shy alcanzó el puesto número 8 en la lista World Album Chart de Billboard, pero no tuvo un impacto en la lista de álbumes Heatseekers de Billboard.

## Lista de canciones
| Not Shy |                     |                       |                                                       |                                    |          |  |
| N.º     | Título              | Letras                | Música                                                | Arreglo                            | Duración |  |
| 1.      | «Not Shy»           | J.Y. Park             | Kobee, Charlotte Wilson                               | Kobee, earattack, J.Y. Park        | 2:57     |  |
| 2.      | «Don't Give A What» | Lee Seu Ran           | Lee Woo Min 'collapsedone', Justin Reinstein, JJean   | Lee Woo Min 'collapsedone'         | 3:16     |  |
| 3.      | «Louder»            | Dr.JO                 | Kairos                                                | Kairos                             | 3:21     |  |
| 4.      | «iD»                | MosPick, Young Chance | MosPick, Young Chance                                 | MosPick                            | 3:26     |  |
| 5.      | «Surf»              | Danke (lalala Studio) | Greg Bonnick, Hayden Chapman, Cazzi Opeia, Ellen Berg | LDN Noise                          | 3:13     |  |
| 6.      | «Be In Love»        | Kenzie                | Kenzie, Caesar & Loui, Cazzi Opeia                    | Kenzie, Caesar & Loui, Cazzi Opeia | 3:20     |  |
| 19:33   |                     |                       |                                                       |                                    |          |  |

## Reconocimientos

### Premios y nominaciones
| Año  | Evento             | Premio        | Resultado | Ref.   |
| ---- | ------------------ | ------------- | --------- | ------ |
| 2020 | Golden Disk Awards | Álbum digital | Nominado  | [ 36 ] |

## Posicionamiento en listas
| Lista (2020)                                 | Mejor posición |
| -------------------------------------------- | -------------- |
| Corea del Sur (Gaon Album Chart)             | 1              |
| Estados Unidos (Billboard World Album Chart) | 8              |
| Japón (Oricon Album Chart)                   | 8              |
| Japón (Billboard Japan)                      | 73             |
| Polonia (ZPAV)                               | 23             |

## Historial de lanzamiento
| País  | Fecha                | Formato                     | Discográfica      | Ref.   |
| Mundo | 17 de agosto de 2020 | Descarga digital, streaming | JYP Entertainment | [ 20 ] |